# Sharath Kamal
Achanta Sharath Kamal (Chennai, 12 juli 1982) is een Indiaas professioneel tafeltennisser. Hij speelt rechtshandig, met de penhoudersgreep.
Hij vertegenwoordigde zijn land op de Olympische Zomerspelen in 2004, 2008, 2016 en 2020 maar won geen medailles.
Op de Gemenebestspelen won hij 13 medailles, waaronder zeven maal goud.